# Crypsis aculeata
Crypsis aculeata é uma espécie de planta com flor pertencente à família Poaceae. 
A autoridade científica da espécie é (L.) Aiton, tendo sido publicada em Hortus Kewensis; or, a catalogue...1: 48. 1789.

## Portugal
Trata-se de uma espécie presente no território português, nomeadamente em Portugal Continental.
Em termos de naturalidade é nativa da região atrás indicada.

## Protecção
Não se encontra protegida por legislação portuguesa ou da Comunidade Europeia.